# The Conners
The Conners  – amerykański serial telewizyjny (sitcom) wyprodukowany przez Mohawk Productions, Gilbert TV, Jax Media oraz Werner Entertainment, który jest spin-offem serialu Roseanne. Serial jest emitowany od 16 października 2018 roku na ABC.
Fabuła serialu opowiada o dalszych losach rodzinny Connerów.

## Obsada

### Główna
- John Goodman jako Dan Conner
- Laurie Metcalf jako Jackie Harris
- Sara Gilbert jako Darlene Conner-Healy
- Lecy Goranson jako Becky Conner
- Michael Fishman jako D.J. Conner
- Emma Kenney jako Harris Conner-Healy
- Ames McNamara jako Mark Conner-Healy
- Jayden Rey jako Mary Conner
- Maya Lynne Robinson jako Geena Williams-Conner

### Gościnne występy
- Mary Steenburgen jako Marcy Bellinger
- James Pickens, Jr. jako Chuck Mitchell[2]
- Natalie West jako Crystal Anderson[2]
- Estelle Parsons jako Beverly Harris[2]
- Johnny Galecki jako David Healy
- Juliette Lewis jako Blue[3]
- Justin Long jako Neil[3]
- Lindsay Kraft jako Mrs. Reynolds[3]
- Stephen Monroe Taylor jako Dwight[3]
- David Paymer jako Gary[4]
- John Billingsley jako Principal[4]
- Alain Washnevsky jako Samir[4]
- Anne Bedian jako Fatima[4]
- Callan Farris jako Kazim[4]
- MC Gainey jako Group Leader[5]
- Paul Wilson jako Paulie[5]
- Cassandra Relynn jako Deaconess[5]
- Tahmus Rounds jako Bob[5]
- Matthew Broderick jako Peter[6]
- Justin Long jako Neil[7]
- Rene Rosado jako Emilio[7]
- Marques Ray jako Ramon[7]
- Sarah Chalke jako Andrea[8]
- Natalie West jako Crystal[8]
- Jay R. Ferguson jako Ben[9]
- Juliette Lewis jako Blue[9]
- Katey Sagal jako Louise[10]
- Paul Bates jako oficer Whitcomb[10]
- Blaise Miller jako młody mężczyzna

## Odcinki
| Sezon | Odcinki | Oryginalna emisja w ABC | Oryginalna emisja w ABC |
| Sezon | Odcinki | Premiera sezonu         | Finał sezonu            |
| ----- | ------- | ----------------------- | ----------------------- |
| 1     | 11      | 16 października 2018    | 22 stycznia 2019        |
| 2     | 20      | 24 września 2019        | —                       |

### Sezon 1 (2018-2019)
| Nr | #  | Tytuł                            | Reżyseria           | Scenariusz                                  | Premiera w ABC       |
| -- | -- | -------------------------------- | ------------------- | ------------------------------------------- | -------------------- |
| 1  | 1  | Keep on Truckin                  | Andy Ackerman       | Bruce Helford, Dave Caplan, Bruce Rasmussen | 16 października 2018 |
| 2  | 2  | Tangled Up in Blue               | Bob Koherr          | Darlene Hunt                                | 23 października 2018 |
| 3  | 3  | There Won't Be Blood             | Bob Koherr          | Jana Hunter, Mitch Hunter                   | 30 października 2018 |
| 4  | 4  | The Separation of Church and Dan | Andy Ackerman       | Sid Youngers                                | 13 listopada 2018    |
| 5  | 5  | Miracles                         | Bob Koherr          | Liz Astrof                                  | 20 listopada 2018    |
| 6  | 6  | One Flew Over the Conners' Nest  | Fred Savage         | Ali Liebegott                               | 27 listopada 2018    |
| 7  | 7  | Hold the Salt                    | Kimberly McCullough | Dave Caplan                                 | 4 grudnia 2018       |
| 8  | 8  | O Sister, Where Art Thou?        | Rebecca Asher       | Sid Youngers                                | 11 grudnia 2018      |
| 9  | 9  | Rage Against the Machine         | Fred Savage         | Jana Hunter & Mitch Hunter                  | 8 stycznia 2019      |
| 10 | 10 | Don't Shoot the Piano Teacher    | Kimberly McCullough | Kimberly Altamirano, Simone Finch           | 15 stycznia 2019     |
| 11 | 11 | We Continue to Truck             | Bob Koherr          | Bruce Helford                               | 22 stycznia 2019     |

### Sezon 2 (2019-2020)
| Nr | #  | Tytuł                                          | Reżyseria          | Scenariusz                                                 | Premiera w ABC       |
| -- | -- | ---------------------------------------------- | ------------------ | ---------------------------------------------------------- | -------------------- |
| 12 | 1  | Preemies, Weed and Infidelity                  | Gail Mancuso       | Bruce Helford, Bruce Rasmussen, Dave Caplan                | 24 września 2019     |
| 13 | 2  | A Kiss Is Just A Kiss                          | Gail Mancuso       | Darlene Hunt                                               | 1 października 2019  |
| 14 | 3  | The Preemie Monologues                         | Gail Mancuso       | Jana Hunter, Mitch Hunter                                  | 8 października 2019  |
| 15 | 4  | Lanford...Lanford                              | Gail Mancuso       | Bruce Helford, Bruce Rasmussen, Dave Caplan                | 15 października 2019 |
| 16 | 5  | Nightmare on Lunch Box Street                  | Gail Mancuso       | Debby Wolfe                                                | 29 października 2019 |
| 17 | 6  | Tempest in a Stew Pot                          | Fred Savage        | Sid Youngers                                               | 12 listopada 2019    |
| 18 | 7  | Slappy Holidays                                | Gail Mancuso       | Emily Wilson                                               | 19 listopada 2019    |
| 19 | 8  | Lanford, Toilet of Sin                         | Gail Mancuso       | Bruce Helford                                              | 26 listopada 2019    |
| 20 | 9  | Smoking Penguins and Santa on Santa Action     | Jody Margolin Hahn | Kimberly Altamirano, Simone Finch                          | 10 grudnia 2019      |
| 21 | 10 | Throwing a Christian to a Bear                 | Michael Arden      | Bruce Helford, Bruce Rasmussen, Dave Caplan, Lecy Goranson | 21 stycznia 2020     |
| 22 | 11 | Mud Turtles, A Good Steak and One Man in a Tub | Gail Mancuso       | Dave Caplan                                                | 28 stycznia 2020     |
| 23 | 12 | Live from Lanford                              | Jody Margolin Hahn | Bruce Helford, Bruce Rasmussen, Dave Caplan                | 11 lutego 2020       |
| 24 | 13 | Brothers, Babies and Breakdowns                | Timothy Busfield   | Debby Wolfe                                                | 18 lutego 2020       |
| 25 | 14 | Bad Dads and Grads                             | Jody Margolin Hahn | Sid Youngers                                               | 25 lutego 2020       |
| 26 | 15 | Beards, Thrupples and Robots                   | Gail Mancuso       | Bruce Helford, Bruce Rasmussen, Dave Caplan                | 17 marca 2020        |
| 27 | 16 | Tats and Tias                                  | Don Scardino       | Jana & Mitch Hunter                                        | 24 marca 2020        |
| 28 | 17 | The Icewoman Cometh                            | Don Scardino       | Amy Fox                                                    | 7 kwietnia 2020      |
| 29 | 18 | Pilot Lights & Sister Fights                   | Fred Savage        | Daniel Talbott                                             | 14 kwietnia 2020     |
| 30 | 19 | CPAPs, Hickeys and Biscuits                    | Lynda Tarryk       | Kimberly Altamirano                                        | 28 kwietnia 2020     |
| 31 | 20 | Bridge Over Troubled Conners                   | Gail Manusco       | Emily Wilson                                               | 5 maja 2020          |

## Produkcja
22 czerwca 2018 roku stacja ABC ogłosiła zamówienie pierwszego sezonu, który zadebiutuje w sezonie telewizyjnym 2018/2019.
21 maja 2020 roku, ABC potwierdziło produkcję drugiego sezonu.